# Inleiding, thema en variaties over "Waar in het bronsgroen eikenhout"
Inleiding, thema en variaties over "Waar in het bronsgroen eikenhout", op. 81 is een compositie voor harmonieorkest (symfonisch blaasorkest) van de Nederlandse componist Louis Toebosch. Het werk werd geschreven in opdracht van de Rooms-Katholieke Limburgse Bond van Muziekgezelschappen ter gelegenheid van het 25-jarig jubileum. Deze compositie was een verplicht werk op de concoursen van de opdrachtgever en bij het Wereld Muziek Concours (WMC) in 1970 te Kerkrade voor harmonieorkesten in de 1e divisie.
Het werk werd op cd opgenomen door het Nederlands Douane Orkest onder leiding van Frenk Rouschop.